# Sound de la Reina Carlota
El sound de la Reina Carlota (en inglés, Queen Charlotte Sound) es un cuerpo de agua o seno del océano Pacífico, localizado en la costa de la Columbia Británica, Canadá, entre la isla de Vancouver, en el sur, y el archipiélago de la Haida Gwaii, en el norte. Conecta  con el estrecho de Hécate, en el norte, y con el estrecho de la Reina Carlota en el sur.

## Geografía
El sound  de la Reina Carlota es parte del Pasaje Interior (Inside Passage), la vía marítima que permite navegar desde el sureste de Alaska al estado de Washington evitando las difíciles aguas del océano Pacífico. Vía el estrecho de la Reina Carlota, se accede al estrecho de Johnstone, se continua por el pasaje Discovery y luego se llega al estrecho de Georgia y al Puget Sound. El sound está bordeado por numerosas islas costeras en su ribera oriental, la ribera continental.
Según el  «BC Geographical Names Information System» (BCGNIS), el límite septentrional del sound de la Reina Carlota se define como una línea que va desde el extremo sur de la isla Price hasta el cabo St James en la isla Kunghit, el punto más meridional del archipiélago  de la Reina Carlota. El límite occidental es una línea desde el cabo St James hasta el cabo Scott, en el extremo norte de la isla de Vancouver. El límite sur discurre a lo largo de la costa de la isla de Vancouver, desde el cabo Scott hasta el cabo Sutil, a continuación, hasta el cabo Caution, en el continente. Una definición más antigua situaba la frontera norte en una línea desde el extremo sur de la isla Aristazabal hasta el cabo St James.
La ribera continental del sound pertenece al Distrito Regional de la Costa Central y la parte de la isla Vancouver al  Distrito Regional de Monte Waddington.

## Ecosistemas
El sound  de la Reina Carlota alberga una fauna especialmente importante y diversificada. Muchas especies de aves marinas  viven en él: alca menor rinoceronte (Cerorhinca monocerata), petrel de cola blanca (Oceanodroma leucorhoa), petrel de cola tenedor... 

## Importancia económica
El sound de la Reina Carlota presenta un potencial significativo para la producción de petróleo. Una moratoria sobre la exploración de petróleo aún no ha sido decidida por el Gobierno de la Columbia Británica para preservar el ecosistema local.

## Historia
El 6 de agosto de 1792, el HMS Discovery, al mando del capitán británico George Vancouver entró en el estrecho en la conocida expedición Vancouver (1791-95). Vancouver hizo mención a que en 1786, S. Wedgeborough, comandante del buque mercante Experiment, llamó Queen Charlotte's Sound a la parte marítima situada entre las islas de la Reina Carlota y el estrecho de Johnstone, en honor de Carlota de Mecklemburgo-Strelitz, esposa del rey George III, que se convirtiera en la abuela de la reina Victoria de Inglaterra. Vancouver adoptó el nombre en sus mapas e informes, aunque hoy día hay dudas de si podría haber sido nombrado anteriormente por el británico James Strange, un comerciante de pieles.
Durante algún tiempo al estrecho de la Reina Carlota se lo llamó también Queen Charlotte Sound, siendo así hasta 1920 cuando el BCGNIS y el Servicio Hidrográfico distinguieron entre estrecho y sound: el tramo situado entre la isla de Vancouver y el continente se llamó oficialmente estrecho de la Reina Carlota (Queen Charlotte Strait), mientras que el resto de las aguas entre el norte de la isla de Vancouver y las islas de la Reina Carlota , mantuvieron el nombre de sound de la Reina Carlota (Queen Charlotte Sound').